# キャピタイン (潜水艦)
キャピタイン (USS Capitaine, SS/AGSS-336) は、アメリカ海軍の潜水艦。バラオ級潜水艦の一隻。艦名はフランス語で「船長」を意味し、一般的にはフエフキダイ科に属する魚の総称を表す。アメリカ公文書はノースカロライナからパナマに生息する鮮やかな種に因むと見なしているが、フエフキダイ科は西大西洋に生息しない。代わりにベラ科のホグフィッシュがカリブ海方面でキャピタインと呼ばれる。

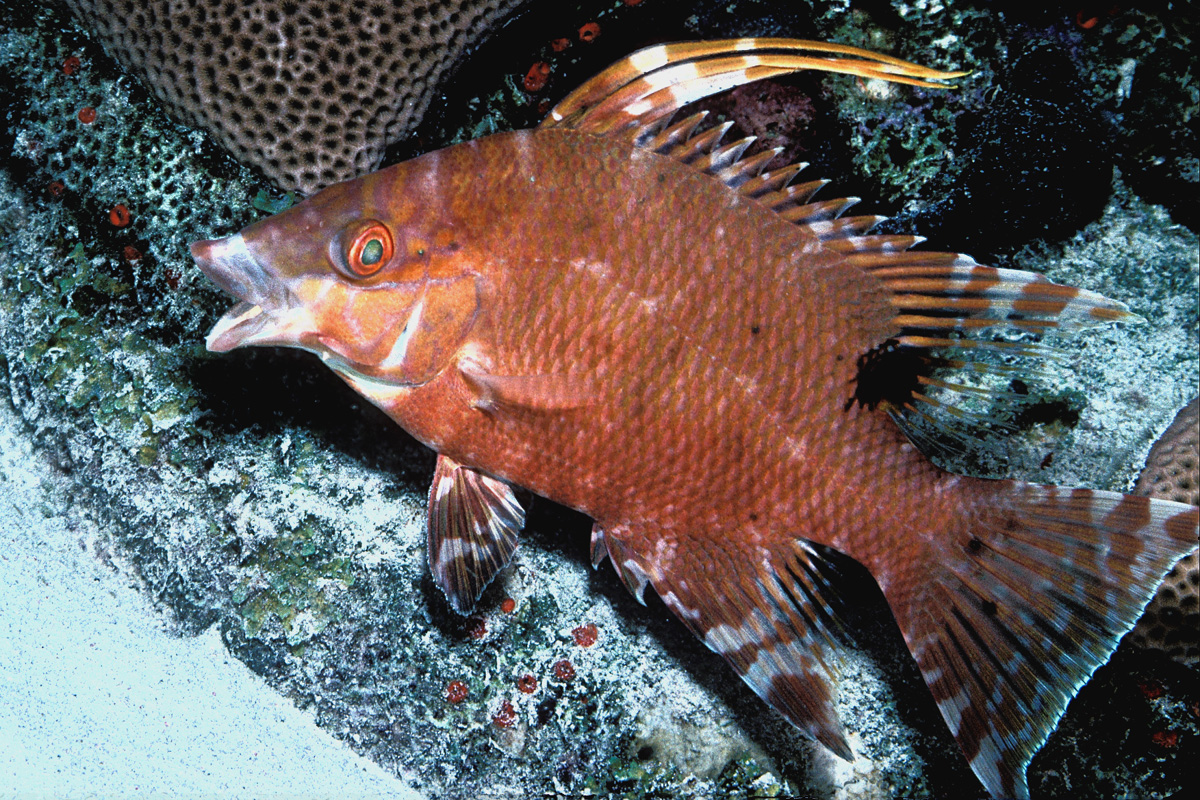
ホグフィッシュ（Labre capitaine）

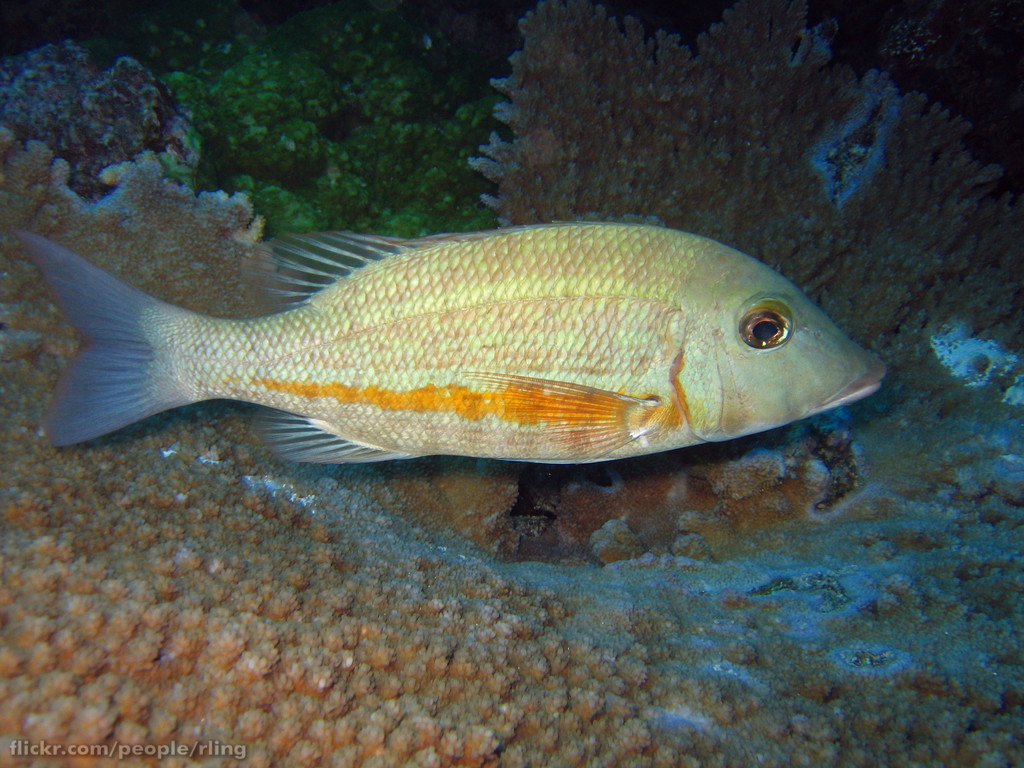
タテシマフエフキ（Capitaine à bandes oranges）

## 艦歴
キャピタインは1943年12月2日にコネチカット州グロトンのエレクトリック・ボート社で起工した。1944年10月1日にJ・A・ロンドマンスキー夫人によって命名、進水し、1945年1月26日に艦長アーネスト・S・フレデリック少佐（アナポリス1937年組）の指揮下就役する。就役後太平洋艦隊に配属されたキャピタインは、3月7日にニューロンドンを出航し、4月15日に真珠湾に到着した。

### 哨戒
5月6日、キャピタインは最初の哨戒で南シナ海に向かった。しかしながら、この哨戒での敵との遭遇はごく僅かなものであった。この時点でアメリカ海軍は日本海軍の大半の勢力を掃討していた。
それでも、キャピタインは6月6日に北緯12度04分 東経109度32分 / 北緯12.067度 東経109.533度の地点で最初の敵小型船を発見して魚雷を4本発射したが、命中しなかった。
6月16日、キャピタインは北緯10度47分 東経109度51分 / 北緯10.783度 東経109.850度の地点で他の艦によって沈められた日本商船の5名の生存者を救助した。6月19日にスービック湾に到着して燃料補給を行ったあと、ボルネオ島南方のジャワ海で哨戒を継続した。
6月30日未明、キャピタインは潜水艦「バヤ (USS Baya, SS-318)」と合流し、南緯06度29分 東経116度57分 / 南緯6.483度 東経116.950度の地点で敵の小型艇5隻に対して砲撃。キャピタインはそのうちの「Bandai Maru」（不詳）を撃沈した。
7月2日にも、南緯06度30分 東経116度24分 / 南緯6.500度 東経116.400度の地点で駆潜艇と思しき艦船を発見し、砲撃で撃沈した。7月13日、キャピタインは62日間の行動を終えてフリーマントルに帰投した。
8月7日、キャピタインは2回目の哨戒で潜水艦「パファー (USS Puffer, SS-268)」および「ブルヘッド (USS Bullhead, SS-332)」とウルフパックを構成し南シナ海に向かった。この哨戒では9月5日までジャワ海、南シナ海を偵察した後スービック湾に帰投する予定であった。「ブルヘッド」が8月6日にロンボク海峡を通過したと報告し、キャピタインはそれより少し遅れてロンボク海峡を通過した。8月12日、キャピタインは自艦の8月13日の哨区到着を予定し、「ブルヘッド」に対しキャピタインと「パファー」の偵察ラインを翌日から引き継ぐよう通信を行ったが、これに対する「ブルヘッド」からの応答はなく、8月15日にキャピタインは「担当海域に到着以来、あらゆる手段を行っても『ブルヘッド』と連絡を取ることはできなかった」と報告した。当時、ジャワ海にはブルヘッド、キャピタイン、パファーのほかにイギリス海軍の潜水艦「タシターン (HMS Taciturn, P314)」と「ソーロウ (HMS Thorough, P324)」が「ブルヘッド」の担当海域と同じ位置に存在していた。「ブルヘッド」は、ロンボク海峡を通過した8月6日に九九式襲撃機の爆撃で撃沈されていた。キャピタインが「ブルヘッド」との交信不能を報じた8月15日、戦争は終わった。8月21日、キャピタインは14日間の行動を終えてスービック湾に帰投した。
キャピタインは第二次世界大戦の戦功で1個の従軍星章を受章した。

### 戦後
キャピタインは9月に西海岸に帰還したが、1946年1月に再び極東へ赴き、3月までフィリピン海域で訓練を行う。真珠湾での1ヶ月の作戦活動後サンディエゴに帰還し、オーバーホール後1947年と48年に2度の模擬哨戒を行う。その後は沿岸での作戦活動に従事した。キャピタインは1950年2月10日にメア・アイランド海軍造船所で予備役となり保管された。1957年2月23日、キャピタインは再就役しその1ヶ月後に太平洋艦隊に合流した。母港のサンディエゴを拠点として、1960年まで艦隊の他の艦艇との対潜演習では標的艦任務に従事、また予備役兵の訓練も行い、第7艦隊の任務で極東への巡航も行った。1960年7月1日、キャピタインは AGSS-336 （補助潜水艦）に艦種変更された。

### イタリア海軍で
キャピタインは1966年3月4日に退役し、翌日イタリアへ貸与された。イタリア海軍ではアルフレード・カッペッリーニ (Alfredo Cappellini, S-507) と改名して就役した。その後1977年12月5日にイタリアに売却され、アメリカ海軍を除籍された。

## 登場した映画
- 『太平洋の虎鮫』 - 潜水艦「USS トリガーフィッシュ」として登場。
- 『危険な道』